# یاخیم تپل
یاخیم تُپُل (چکی: Jáchym Topol؛ زادهٔ ۴ اوت ۱۹۶۲) شاعر، رمان‌نویس، نوازنده و روزنامه‌نگار اهل کشور جمهوری چک است که در اکتبر ۲۰۱۷ برای رمان «مرد حساس» برنده جایزه ادبی دولتی چک شد.
جوایز:
- او برندهٔ جوایزی همچون جایزه ملی ادبیات چک و جشنواره بین‌المللی ادبیات ویله‌نیتسا شده‌است.